# 乌伊岭林业局
乌伊岭林业局是一个位于中华人民共和国黑龙江省伊春市汤旺县的类似乡级单位，亦是黑龙江伊春森工集团所属的一个林业局。
乌伊岭林业局位于伊春林区北部，跨小兴安岭南北两坡。林业局施业区面积308127公顷。

## 行政区划
乌伊岭林业局下辖以下单位：
上游林场、美峰林场、美林林场、建新林场、移山林场、林海林场、桔源经营所、东克林林场、福民林场、阿廷河林场、永胜经营所和前卫林场。